# Brandplekbundelzwam
De brandplekbundelzwam (Pholiota carbonaria) is een schimmel behorend tot de familie Strophariaceae. Deze grondbewoner leeft saprotroof op dood, verbrand hout. Meestal bij coniferen en struikheide (Calluna). Vruchtlichamen verschijnen van april tot november

## Kenmerken

### Uiterlijke kenmerken
Hoed
De hoed heeft een diameter van 1,5 tot 5 cm. Bij jonge exemplaren is het halfbolvormig en bij oudere exemplaren is het plat met een ondiep concaaf midden of met een lichte umbo. Het hoedoppervlak is kaal, olijfgeel, oranje tot vleesbruin of roodachtig. Bij droog weer is het droog en zijdeachtig en bij nat weer glad en glanzend.
Lamellen
De lamellen zijn aanvankelijk romig, later vies geelachtig en ten slotte grijs-kaneel.
Steel
De steel heeft een lengte van 2 tot 5 cm en een dikte van 1,5 tot 4 mm. De vorm is cilindrisch, hard en veerkrachtig, aanvankelijk vol, later leeg van binnen. Het oppervlak is lichtgeel met gele of geelbruine schubben en fibrillen. Bij jonge exemplaren is er een ringvormige zone, waarboven de steel witachtig gepoederd is.
Vlees
Het vlees is witachtig en dun. De paddenstoel heeft een licht bittere smaak.
Sporenprint
De sporenprint is bruin. 

### Microscopische kenmerken
De sporen zijn ongeveer elliptisch, glad, lichtbruin van kleur en meten 6–8 × 4–4,5 μm. De pleurocystidia zijn spoelvormig, dunwandig, bruin onder invloed van KOH en meten 70 × 15 μm. Caulocystidia zijn ook spoelvormig en meten 90 × 15 μm. De hyfen hebben gespen.

## Verspreiding
De brandplekbundelzwam komt voor in Noord-Amerika, Europa, Australië en sommige regio's van Azië (Korea en Japan).
In Nederland komt hij vrij algemeen voor. Hij staat op de rode lijst in de categorie 'Kwetsbaar'.

## Foto's

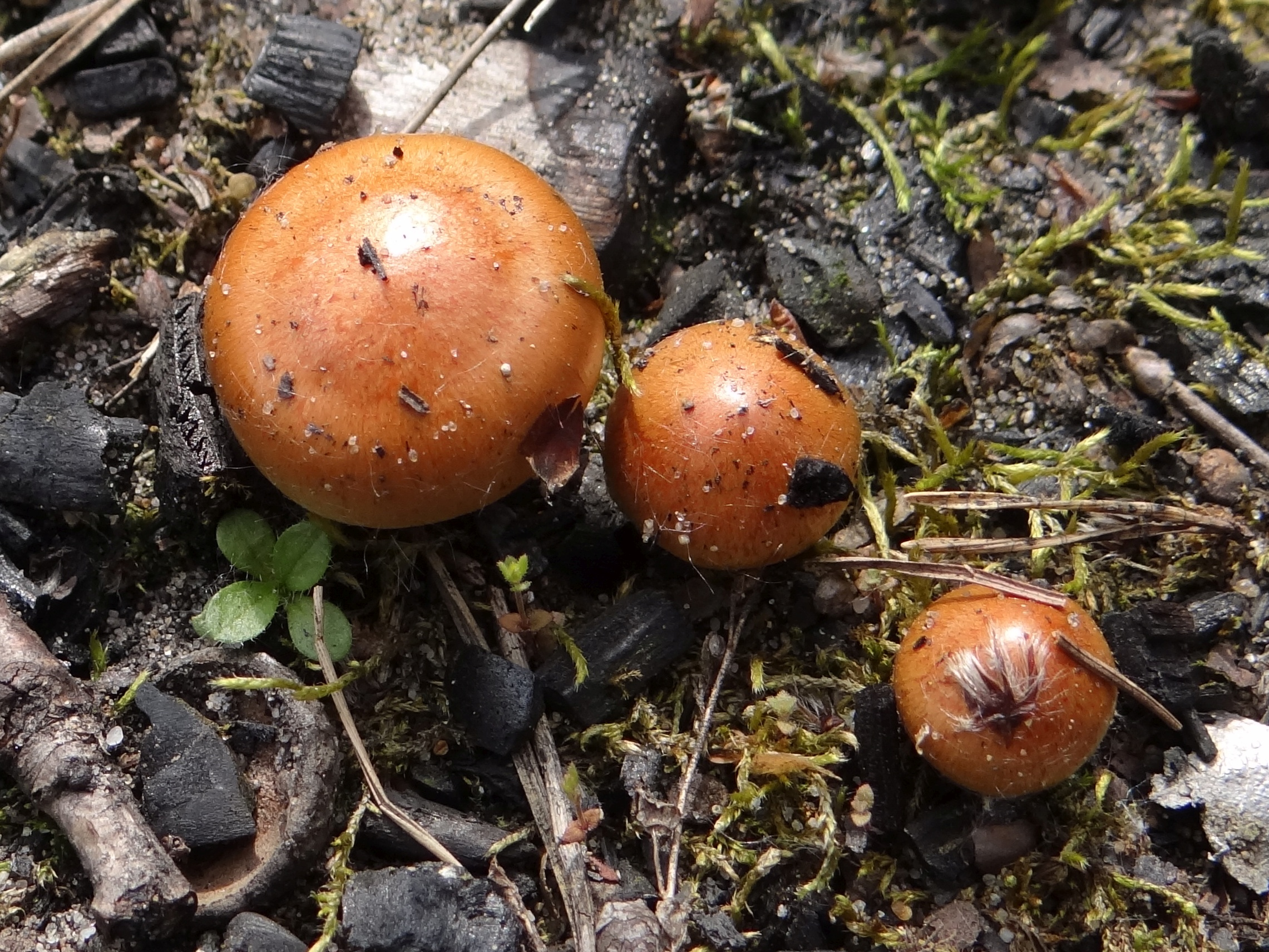
Hoed
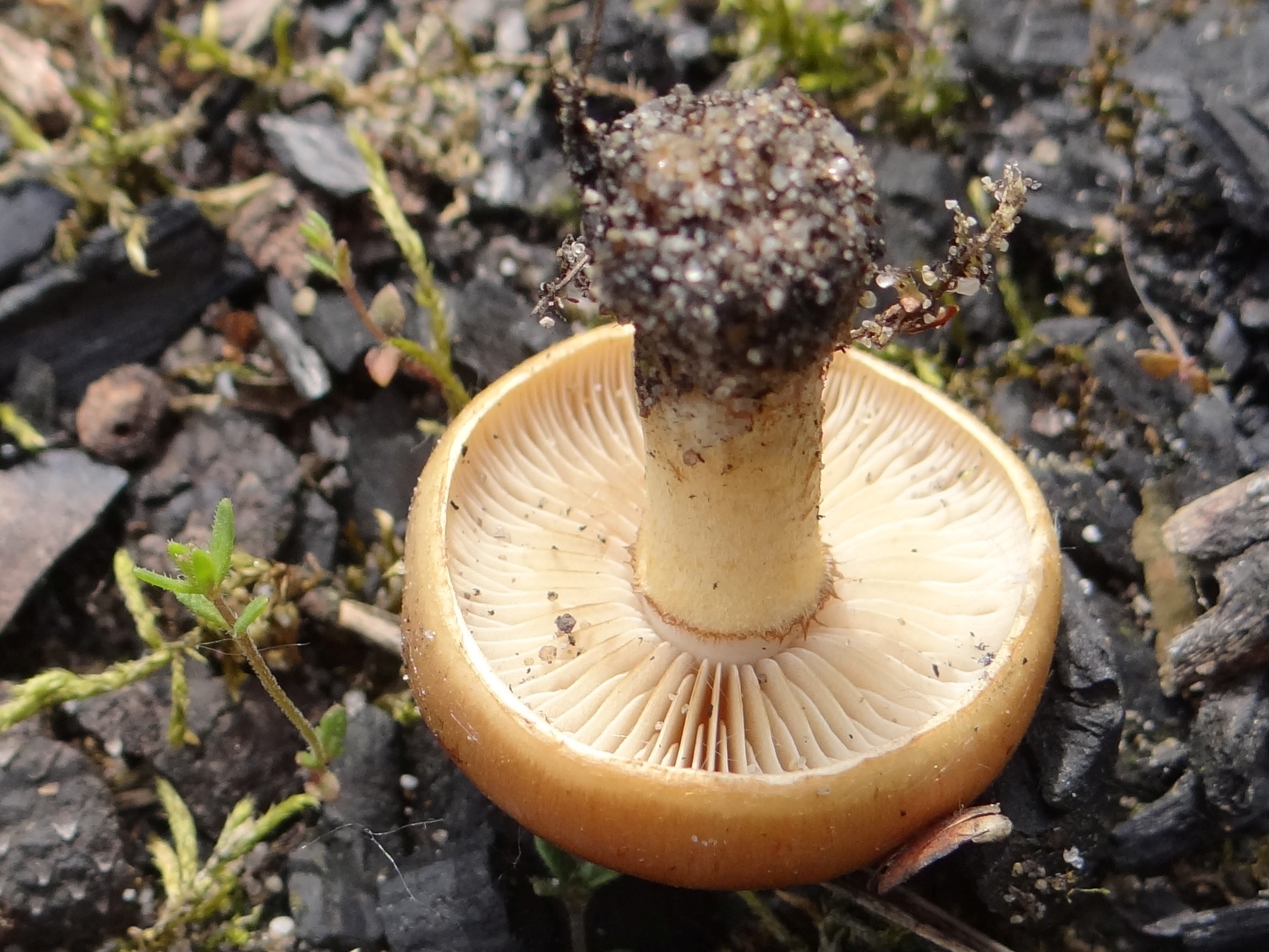
Lamellen